# Kantharos

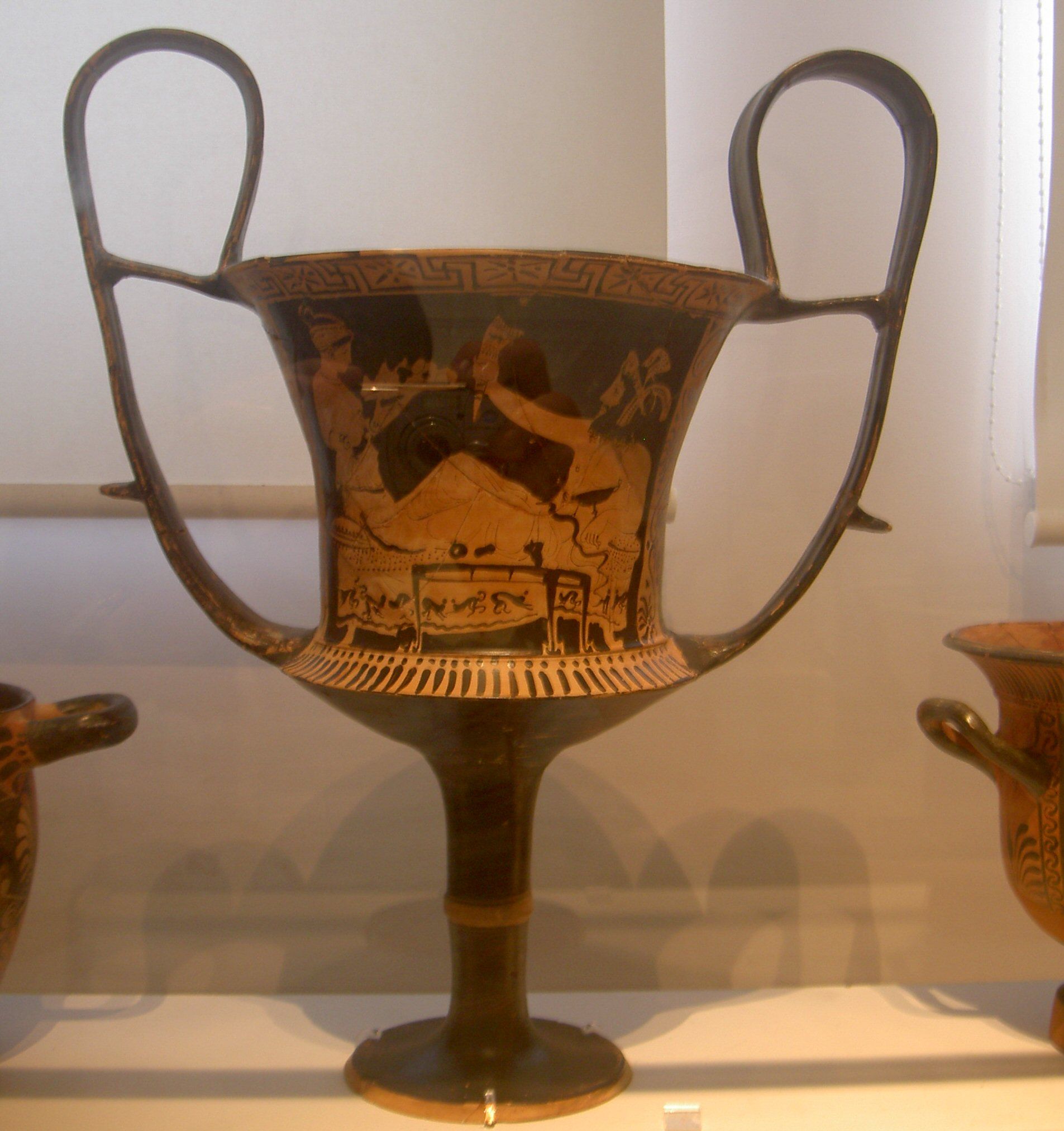

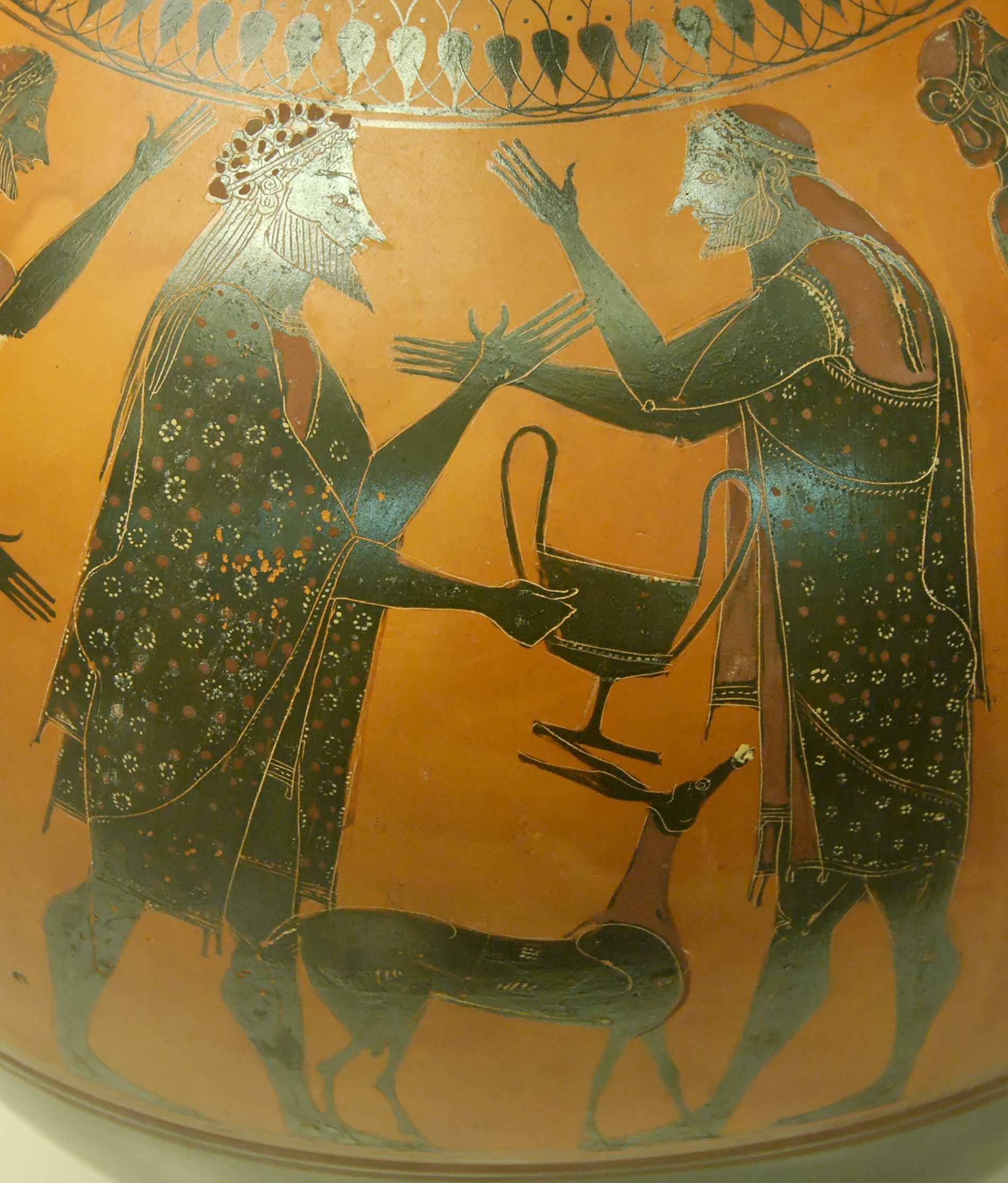

Een kantharos (Oudgrieks: κάνθαρος) is een antieke (Griekse) vaas of drinkbeker met de grondvorm van een diepe schaal op voet. Hij heeft meestal twee (grote) oren. De vaas is veelal van edelmetaal en rijk versierd met attributen van Bacchus.
De kantharos is van oorsprong een oud-Griekse strijdbeker, waarop onder meer twee gezichten staan afgebeeld: een Grieks en een Afrikaans tussen allerlei druivenranken, een wit en een zwart gezicht. Soms ook nog met acanthus-motieven. Deze afbeeldingen gaven uiting aan de waardering van de oude Grieken in de kunst voor hun Afrikaanse bondgenoten in hun handelsposten.

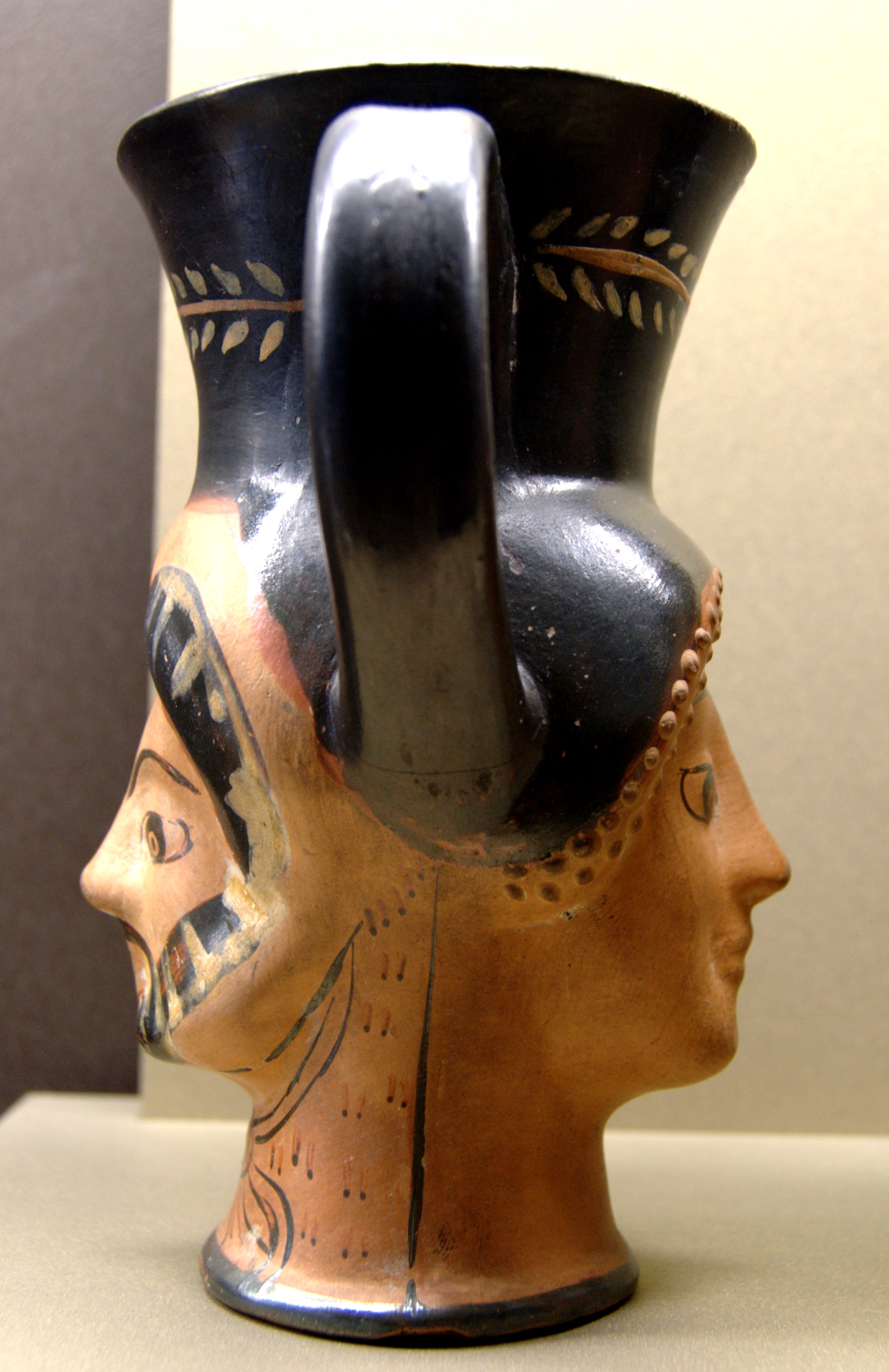